# Подвальнюк, Николай Иванович
Николай Иванович Подвальнюк (23 июля 1848 —?) — генерал от инфантерии (06.12.1912) русской императорской армии, участник русско-турецкой войны и русско-японской войны. Кавалер ордена Святого Георгия 4-й степени и обладатель Золотого оружия с надписью «За храбрость».

## Биография
Николай Иванович Подвальнюк родился  23 июля 1848 года. По вероисповеданию был православным. В 1864 году окончил Санкт-Петербургскую военную гимназию.
19 июня 1864 года вступил на службу в Российскую императорскую армию. В 1867 году окончил 2-е военное Константиновское училище и Николаевское инженерное училище, из которого был выпущен в 37-й пехотный Екатеринбургский полк подпоручиком (старшинство с 17 июля 1867 года). Прапорщик гвардии (старшинство с 13 сентября 1868 года), поручик гвардии (старшинство с 20 апреля 1869 года), штабс-капитан гвардии (старшинство с 17 апреля 1875 года).
Принимал участие в русско-турецкой войне, во время которой был контужен. Капитан гвардии (старшинство с 16 апреля 1878 года), 2 июля 1886 года был переименован в подполковники армейской пехоты и назначен командующим 45-м резервным пехотным батальоном. Затем проходил службу в болгарской армии. Полковник (старшинство с 13 ноября 1887 года).
С 1891 года по 3 марта 1894 года командир 166-го пехотного резервного Луцкого полка, а с 3 марта 1894 года по 15 февраля 1900 года командир 48-го пехотного Одесского полка. В 1900 году «за отличие» был произведён в генерал-майоры (старшинство с 15 февраля 1900 года). С 15 февраля 1900 года по 6 октября 1903 года командир 2-й бригады 44-й пехотной дивизии, с 6 октября 1903 года по 1 июня 1904 года начальник 61-й пехотной резервной бригады, а с 1 июня 1904 года по 3 марта 1906 года командующий 61-й пехотной дивизией.
Принимал участие в русско-японской войне. С 3 марта 1906 года по 19 июня 1910 года начальник 41-й пехотной дивизии. Произведён в генерал-лейтенанты «за отличие» (старшинство с   6 декабря 1906 года). С 19 июня 1910 года по 7 августа 1911 года командир 5-го Сибирского армейского корпуса, а с 7 августа 1911 года по 13 декабря 1912 года командир 11-го армейского корпуса. Генерал от инфантерии (старшинство с 6 декабря 1912 года). С 13 декабря 1912 года член Александровского комитета о раненых.

## Семья
Родным братом Николая Ивановича, был полковник Иван Иванович Подвальнюк. Николай Иванович был дважды женат, и по состоянию на 1901 год имел дочь.

## Награды
Николай Иванович Подвальнюк был удостоен следующих наград:
Российские:
- Орден Святого Георгия 4-й степени (28 июля 1907);
- Золотое оружие с надписью «За храбрость» (3 декабря 1909)[9];
- Орден Святого Александра Невского (6 декабря 1916);
- Орден Белого орла (6 декабря 1913);
- Орден Святого Владимира 2-й степени (1909);
- Орден Святого Владимира 3-й степени (1893);
- Орден Святого Владимира 4-й степени (1882);
- Орден Святой Анны 1-й степени (1905);
- Орден Святой Анны 2-й степени (1889);
- Орден Святой Анны 3-й степени с мечами и бантом (1878);
- Орден Святого Станислава 1-й степени (1903);
- Орден Святого Станислава 2-й степени с мечами (1879);
- Орден Святого Станислава 3-й степени (1873).

Иностранные:
- Орден Такова 3-й степени (Сербия, 1882);
- Орден Святого Александра 3-й степени (Болгария, 1882);
- Орден «За заслуги» (Болгария, 1885).